# Amanieu VI d'Albret
Pour les autres membres de la famille, voir Maison d'Albret.
Amanieu VI d'Albret est seigneur d'Albret de 1240 à sa mort en 1270. Il succède à son père Amanieu V en 1240. Ses possessions s'étendent autour du noyau landais de la seigneurie de Labrit, d'où provient le nom de la famille, mais aussi en Bordelais et en Bazadais. 
Son mariage avec Mathe de Bordeaux permet aux Albret de s'implanter à Bordeaux. Il est un vassal important d'Henri III roi d'Angleterre et duc d'Aquitaine et participe aux luttes politiques dans sa région. Son fils aîné Bernard Ezi IV lui succède.

## Biographie
Amanieu VI d'Albret est le fils d'Amanieu V, seigneur d'Albret, et de sa première épouse Assaride de Tartas. Il succède à son père en 1240 et vit jusqu'en 1270. Il a un demi-frère, Bérard, né du second mariage de son père, cité en 1252 et en 1253 et certainement mort avant 1270, avec qui il ne s'entend pas parce que ce dernier prétend à une part de l'héritage paternel.

### Possessions

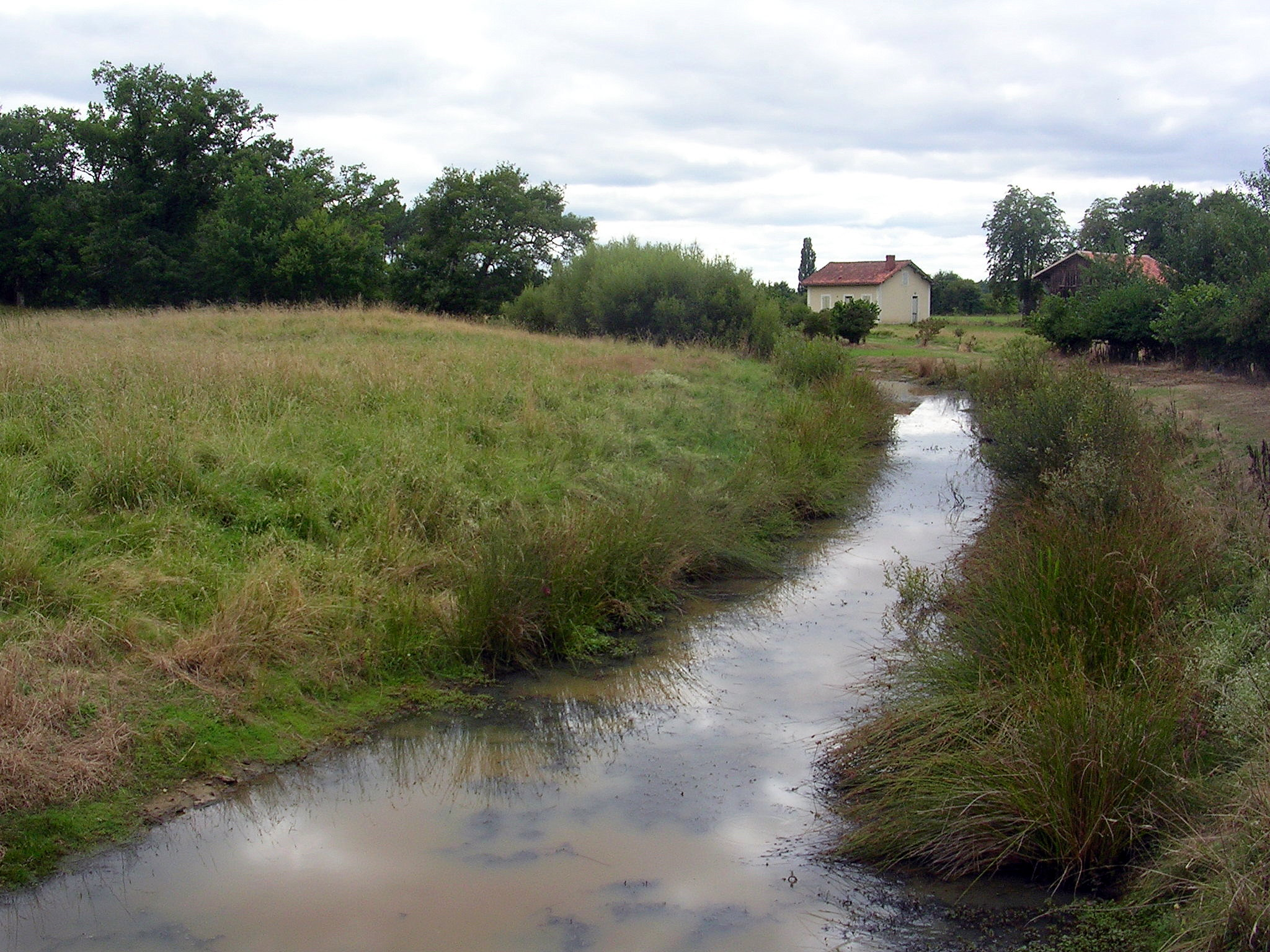
Motte castrale de Labrit.

Le noyau des domaines d'Amanieu VI est la seigneurie de Labrit, dont le nom a donné celui d'Albret. Cette seigneurie, centrée sur le château de Labrit, s'étend sur les paroisses de Labrit, Vert, Le Sen, Callen, Luxey, Pissos, Argelouse, Mano, Saugnacq et Lugos. À Labrit, les Albret ont construit vers 1225-1230 un grand château de terre à motte et basse-cour.

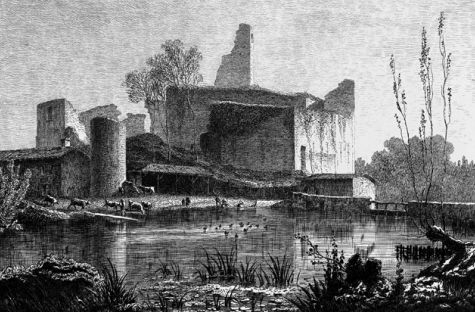
Ruines du château de Castelnau-de-Cernès (commune actuelle de Saint-Léger-de-Balson). Gravure de Léo Drouyn, 1862.

À ce modeste noyau landais d'ajoute une seigneurie dans le Bordelais, celle de Castelnau-de-Cernès, qui s'étend sur six paroisses (Saint-Léger, Saint-Symphorien, Saint-Martin-de-Got, Balizac, Origne et Le Tuzan). Amanieu VI d'Albret possède aussi des seigneuries dans le Bazadais. Il détient le château de Bazas et la seigneurie de Cazeneuve, qui comprend les paroisses de Préchac et d'Insos et en partie celle d'Uzeste, celle de Meilhan-sur-Garonne et celle de Casteljaloux. Plus au sud, il est aussi seigneur de Nérac. 
Globalement, ses terres d'étendent plus en Bazadais que dans les Landes, où l'expansion de la seigneurie de Labrit est empêchée par la vicomté de Marsan et les terres dépendant directement du duc d'Aquitaine.

### Mariages
Amanieu VI d'Albret se marie deux fois. Sa première épouse est Viane de Gontaud. Leur mariage est annulé à la demande d'Amanieu VI par l'official de Bazas pour parenté spirituelle, parce qu'Amanieu V a levé Viane des fonts baptismaux. Il est connu par une démarche faite plus tard par Viane pour annuler son second mariage, en contestant la validité de l'annulation du premier,. Même si c'est la seule trace de ce mariage, il est plausible, notamment pour des raisons chronologiques.
Amanieu VI d'Albret se remarie ensuite avec Mathe de Bordeaux. veuve d'Ayquem Guilhem III seigneur de Lesparre,,. Ce mariage peut être situé peu avant 1260, plus précisément vers 1255-1257, mais le contrat est malheureusement perdu. Cette alliance a pu être facilitée par le compagnonnage d'armes entre Amanieu VI d'Albret et Pierre V de Bordeaux, frère de Mathe. Mathe reçoit alors de ses parents la terre dite de l'hommage de Saint-Jean-d'Angély et d'autres terres en Saintonge.
Mathe de Bordeaux appartient à une famille puissante du Bordelais qui fait partie de la noblesse moyenne et qui descend peut-être des anciens prévôts et viguiers de Bordeaux. Elle est la fille de Pierre IV de Bordeaux et d'Assaride de Rancon. Pierre IV de Bordeaux, son père, chevalier, est sénéchal de Gascogne et seigneur de Puy-Paulin, de Castelnau-de-Médoc et de l'Isle-Saint-Georges. Mathe, née vers 1240, semble être l'aînée de sa fratrie. Son frère Pierre V de Bordeaux, captal de Buch, est né vers 1245. 
Ce mariage permet à la famille d'Albret de s'implanter à Bordeaux après la mort d'Amanieu VI, mais la disparition du contrat de mariage empêche d'évaluer avec précision cette première implantation. Dans son premier testament, qui date de 1262, Amanieu VI désigne Mathe comme tutrice de leurs enfants, avec d'autres seigneurs. Dans son second testament en 1270, il désigne comme seul tuteur Géraud VI d'Armagnac. Sans doute estime-t-il que Mathe ne parviendrait pas à défendre les intérêts familiaux. Après la mort d'Amanieu VI, sa veuve Mathe est citée jusqu'en octobre 1283.

### Révoltes
Le 1er septembre 1240, Amanieu VI d'Albret prête hommage au comte de Toulouse Raymond VII pour ses possessions agenaises. Malheureusement celles-ci ne sont pas listées dans l'acte. Amanieu VI d'Albret est ensuite mobilisé au service de son seigneur pour ses possessions gasconnes, Henri III roi d'Angleterre et duc d'Aquitaine, du printemps 1242 au mois de septembre 1243 puis il participe à la révolte du duché d'Aquitaine puis à son écrasement de 1251 à 1254.

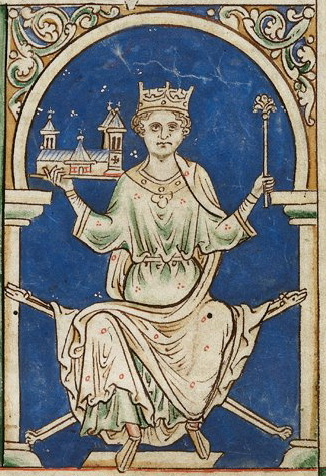
Henri III (roi d'Angleterre), extrait d'une miniature de lHistoria Anglorum de Matthieu Paris, vers 1250-1255

Le 25 mai 1242, Henri III convoque l'ost. Amanieu VI d'Albret répond à cette convocation accompagné de trente chevaliers, ce qui le place au premier rang des vassaux aquitains. Amanieu VI est aussi un parent du roi-duc : la mère d'Henri III, Isabelle d'Angoulême, est la cousine germaine d'Amanieu V d'Albret . Henri III le rappelle dans une quittance du 23 juin 1243, où il appelle Amanieu VI son « dilectus consanguineus ». Au-delà de l'effectivité du cousinage, l'usage par le roi du vocabulaire des liens familiaux est à visée politique : il cherche à s'assurer la fidélité d'un jeune vassal peu sûr. 
Amanieu VI participe à l'été 1242 à l'expédition d'Henri III contre Louis IX, et Henri III le paye pour cela. Cette expédition ne peut empêcher la conquête du Poitou par le roi de France. En septembre 1242, Amanieu VI prête serment comme vassal du comte de Toulouse Raymond VII, ce qui inquiète Henri III, mais Amanieu répond à ses convocations à l'ost et chevauche avec lui en 1243, jusqu'à l'embarquement d'Henri III pour l'Angleterre le 1er septembre 1243.
Dans la crise de succession au comté d'Armagnac qui éclate en 1246, Amanieu VI soutient son cousin Géraud d'Armagnac, vicomte de Fézensaguet (futur Géraud VI d'Armagnac) et prétendant à la succession avec l'appui du comte de Toulouse, contre Mascarose, sœur du dernier comte d'Armagnac et épouse du vicomte de Lomagne Arnaud Odon, soutenue par le représentant du roi d'Angleterre en Gascogne, Simon V de Montfort.
Le 14 août 1250, Amanieu VI fait hommage, pour les châteaux de Bazas et de Cazeneuve, au vicomte de Béarn et de Gabardan Gaston VII. Tous deux sont l'année suivante à la tête d'un soulèvement contre le représentant du roi-duc, Simon V de Montfort, qui se termine par la victoire de ce dernier. Amanieu VI doit accepter de faire jurer ses vassaux d'aider loyalement le représentant du roi en Gascogne contre sa propre personne. Il participe probablement à une nouvelle révolte en 1252, sans succès.
L'hommage de 1250 à Gaston VII est la première mention du château de Cazeneuve (sur la commune actuelle de Préchac), construit probablement au XIIe siècle et complètement reconstruit sous le règne du fils d'Amanieu VI, Amanieu VII.

### Obéissance et arbitrages
Henri III revient en Gascogne en 1253. Il rappelle à Amanieu son devoir de service comme homme lige et, comme garantie, fait saisir pour deux ans les châteaux de Casteljaloux et de Cazeneuve. Amanieu fait donc la guerre au service d'Henri III, qui réside chez Amanieu, à Meilhan, pendant les six premiers mois de l'année 1253, contre les barons révoltés.
Ensuite, Amanieu d'Albret ne se révolte plus et est appelé à jouer un rôle d'arbitre dans plusieurs conflits, comme en 1260 entre Esquivat de Chabanais et Simon V de Montfort, ou en 1262, pour la difficile succession de Bergerac. Amanieu conclut une transaction avec le prince Édouard, duc d'Aquitaine et futur Édouard Ier, commencée en 1261 et terminée en 1263. En échange de la seigneurie de Meilhan, Amanieu obtient celle de Maremne, futur point d'appui de la politique d'acquisition foncière des Albret dans les Landes. 
Le 25 novembre 1268, Amanieu rend hommage pour ses châteaux de Bazas et de Cazeneuve au nouveau vicomte de Gabardan, Henri d'Almayne, époux de Constance de Moncade, fille de Gaston VII. C'est son dernier acte public avant son second testament.
Dans son premier testament, daté du 26 juillet 1262, Amanieu VI fait une série de legs dont le total est important, 6 000 livres. Il lègue notamment des sommes importantes aux franciscains de Casteljaloux, au sanctuaire marial d'Uzeste, à des hôpitaux, aux diocèses d'Agen et de Bazas. Il fait rédiger son second testament le 26 juin 1270. Dans ses testaments, il établit héritier de toutes ses terres son fils aîné, le futur Bernard-Ez IV, sauf la terre de Maremne qu'il lègue en 1270 au futur Amanieu VII. Le troisième fils, Arnaud Amanieu, reçoit de l'argent et les filles, Assaride et Mathe, également.
Amanieu VI d'Albret meurt en 1270. À sa demande, il est enseveli dans le couvent franciscain de Casteljaloux.

### Descendance
Du mariage d'Amanieu VI et de Viane de Gontaud est probablement né un fils nommé Amanieu, cité à trois reprises en 1253, 1254 et 1255. Dans le premier testament d'Amanieu VI, daté du 26 juillet 1262, il n'est pas question de cet Amanieu. Il est donc mort avant, à l'âge maximum de 19 ans mais probablement plus jeune.
Amanieu VI et Mathe de Bordeaux ont cinq enfants :
- Bernard Ezi IV (1257/1262-1280), seigneur d'Albret, époux de Jeanne de Lusignan[38] ;
- Amanieu VII d'Albret (1262-1326), seigneur d'Albret après son frère, époux de Rose de Bourg[38] ;
- Arnaud Amanieu, cité en 1270, mort jeune[38] ;
- Assaride citée dès 1262, qui teste le 5 janvier 1286 et épouse peut-être en premières noces Vézian III ou IV vicomte de Lomagne[39] et, de façon sûre, le 1er mai 1278, Centule III d'Astarac[40] ;
- Mathe, qui épouse avant 1280 Guillaume Seguin, seigneur de Rions[41]. Ce mariage permettra plus tard à Bérard Ier de Vayres, neveu de Mathe, de justifier son acquisition de la seigneurie de Rions[42].

Amanieu VI d'Albret a également deux enfants naturels : 
- Anne, qui teste le 11 décembre 1281, veuve d'Arnaud de Lezinhan ;
- Marie, citée en 1286 et en 1308, religieuse au couvent des menudettes de Bordeaux[41].